# Martine Le Bras

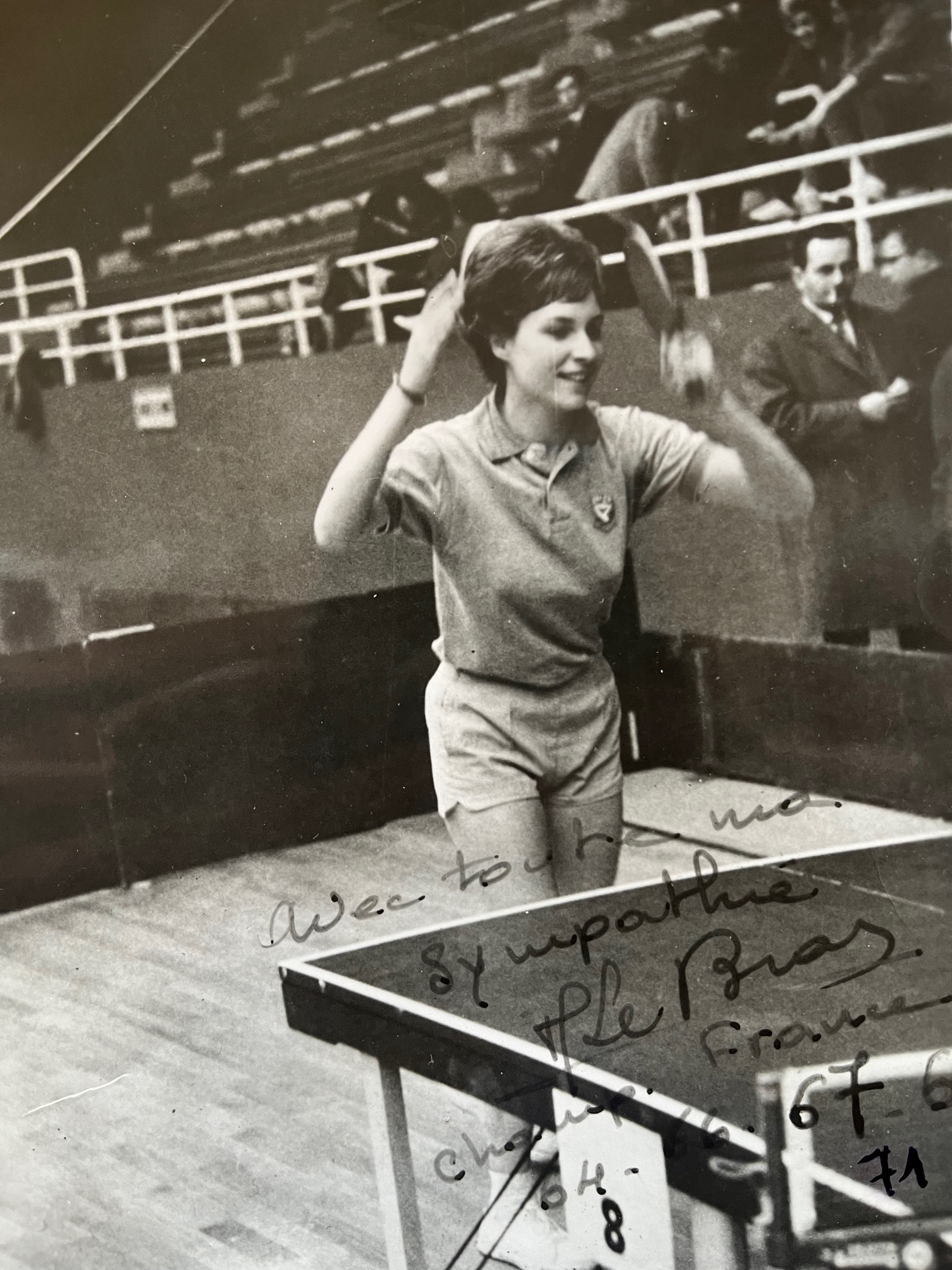

Martine Rioual-Le Bras (née Martine Le Bras le 28 février 1945) est une pongiste française, cinq fois championne de France en simple.
Elle a remporté le titre national en simple dames en 1964, 1966, 1967, 1968 et 1971, à huit reprises le double dames et à cinq reprises le double mixte dont quatre fois avec Jacques Secrétin.
Elle remporte les Jeux méditerranéens en 1968, et participa à quatre championnats du monde entre 1963 et 1971.